# Aeroporto di Hua Hin
L'aeroporto di Hua Hin (IATA: HHQ, ICAO: VTPH) si trova nel distretto di Hua Hin, nella provincia di Prachuap Khiri Khan, nel sud della Thailandia.

## Rinnovamento dell'aeroporto
Nell'agosto 2018 il Dipartimento degli aeroporti ha annunciato che spenderà 3,5 miliardi di baht per ammodernare l'aeroporto di Hua Hin nei successivi cinque anni. Si prevede che in questo lasso di tempo il numero di viaggiatori che utilizzano l’aeroporto aumenti di dieci volte, fino a raggiungere i tre milioni l’anno. L'ammodernamento rientra nei progetti della cosiddetta "Riviera Thailandia" e del Corridoio Economico Meridionale. I lavori all'aeroporto erano previsti durare dai quattro ai cinque anni, con l'ampliamento del terminal passeggeri esistente, la costruzione di un secondo terminal, l'ampliamento dello spazio dell'hangar e l'ampliamento della pista da 35 a 45 metri. Le piste hanno infatti delle misure che non soddisfano le raccomandazioni dell'ICAO.